# Småort

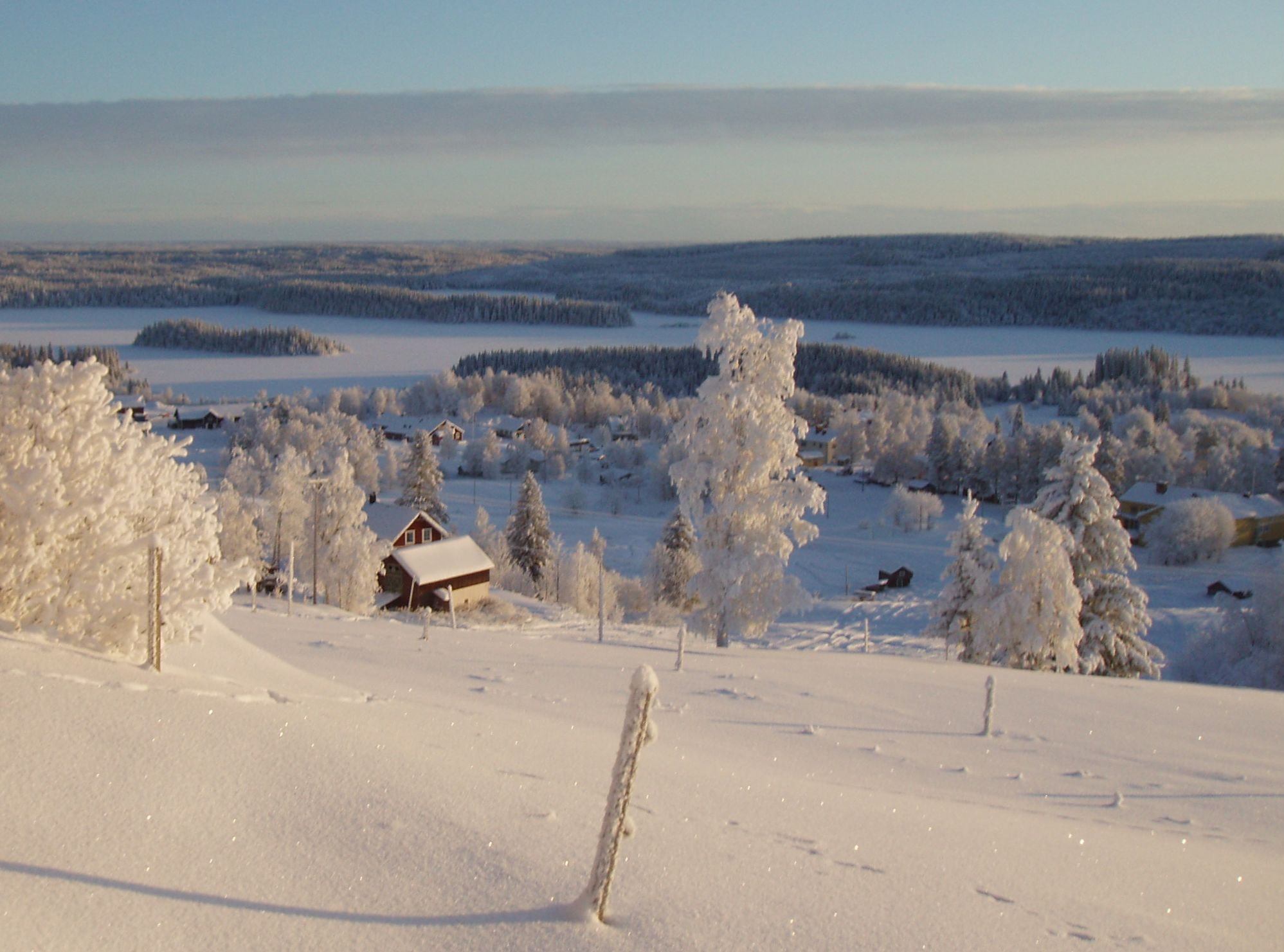
Laxsjö, en småort i norra Jämtland.

Småort är en term som används i Sverige av Statistiska centralbyrån (SCB) och definieras som en samlad bebyggelse med 50–199 invånare, där det är högst 150 meter mellan husen. Varje småort får en egen småortskod men sedan småortsavgränsningen 2015 ges småorter inte längre några officiella namn, även om de kan ha sådana i lokal användning av de där boende.
Till följd av ovanstående definition, och som en orsak av 1800-talets skiftesreformer med åtföljande utglesning av befolkningen, har många byar som samtidigt hyser en småort betydligt större befolkning än den som uppges av SCB i denna statistik. Lika vanligt är att småorterna genom modern bebyggelse mellan byarna kommit att omfatta flera eller delar av flera olika byar. Småorternas namn har i många fall inget att göra med de namn som redovisas på kartor eller vägskyltar.
Den första beräkningen och avgränsningen av småorter i Sverige skedde 1990. Redan vid nästa avgränsning 1995, hade kvaliteten på småortsindelningen förbättrats men samtidigt förändrats så att en jämförelse med den tidigare beräkningen ibland blev bristande. Bland annat användes byggnadsregistret vid avgränsningen 1995 men inte 1990.
2000 fanns det 2 690 småorter och 2005 fanns det 2 876 småorter. Mellan 2000 och 2005 upphörde 152 orter att vara småorter eftersom deras befolkning sjunkit till under 50 invånare. 59 småorter hade ökat sin befolkning och hade antingen vuxit ihop med en tätort eller blivit nya egna tätorter. 397 nya småorter hade tillkommit under samma period. Avgränsningen av småorter ses över vart femte år, parallellt med tätorterna. Resultatet av 2005 års småortsavgränsning publicerades den 27 juni 2007.
Vid sammanställningen 2010 fanns det 2 920 småorter. Vid småortsavgränsningen 2015 fanns det 3 135, och sedan 2010 hade mer än 1 000 nya småorter tillkommit och 872 småorter upphört. Av de 872 upphörda småorterna hade 680 uppgått i tätorter. Förklaringen till dessa stora förändringar var en ny metod för avgränsning av småorter och tätorter. En del småorter räknades bort eftersom de kommit att delas upp i två mindre byar, för att man tolkat kravet på avstånd mellan hus hårdare eller för att hus blivit obebodda. I många småorter är det delvis glest mellan husen eftersom det funnits plats om någon velat ha en stor tomt, och det kan till exempel finnas en bördig åker som inte bebyggts.
Före småortsavgränsningen 2015 kunde orter som hade mer än 200 invånare ändå räknas som småorter om de hade för hög andel fritidshusbebyggelse (mer än 50 procent) för att vara tätorter. Detta ändrades 2015 då gränsen för andelen fritidshusbebyggelse i tätorter togs bort.